# شهرداری دورناوا
شهرداری دورناوا (به لاتین: Municipality of Dornava) یک منطقهٔ مسکونی در اسلوونی است که در اسلوونی واقع شده‌است. شهرداری دورناوا ۲۸٫۴ کیلومتر مربع مساحت و ۲٬۴۵۹ نفر جمعیت دارد.